# Luidia heterozona
Luidia heterozona är en sjöstjärneart som beskrevs av Fisher 1940. Luidia heterozona ingår i släktet Luidia och familjen sprödsjöstjärnor.

## Underarter
Arten delas in i följande underarter:
- L. h. heterozona
- L. h. barimae